# Heterotheca marginata
Heterotheca marginata là một loài thực vật có hoa trong họ Cúc. Loài này được Semple mô tả khoa học đầu tiên năm 1996.